# Whiskey in the Jar
Whiskey in the Jar – ludowa piosenka irlandzka o rozbójniku zdradzonym przez żonę lub kochankę.

## Wykonania
Piosenkę wykonywali m.in. The Dubliners, The Pogues, Peter, Paul and Mary, The Highwaymen, LeperKhanz, Roger Whittaker, the Poxy Boggards i The Limeliters. Irlandzki zespół Thin Lizzy z solistą Philem Lynottem nagrał rockową wersję w 1972, następnie wykonywaną przez zespoły Pulp (1995), Smokie, Metallica (1998), Belle and Sebastian (2006) i Flogging Molly, Gary Moore. Jerry Garcia z Grateful Dead i David Grisman nagrali wersję bluegrassową. W 2008 powstała wersja dance utworu nagrana przez Glamour DJs.